# 入眠潜時
入眠潜時（にゅうみんせんじ）とは、覚醒状態から眠りに入るまでの所要時間のことである。眠気の強さや寝つきの良し悪しを示す客観的指標として使われる。

## 定義
覚醒状態から睡眠状態に移る際、覚醒状態、ステージI、ステージII、ステージIII、ステージIVと、段階を踏んで眠りが深くなる。ステージIの所要時間（覚醒状態からステージII に入るまでの所要時間）を入眠潜時とする。ステージI〜IVの定義については、睡眠に記載されている。

## 検査との関係
- 夜間睡眠の脳波等を終夜測定する、終夜睡眠ポリグラフ検査（PSG検査）では、寝つきの良し悪しを計る指標として使われる。
- 終夜睡眠ポリグラフ検査の翌日日中に複数回繰り替えして行われる、睡眠潜時反復検査（MSLT）では、日中の眠気の強さを計る指標として使われる。

## 睡眠障害等との関係
- 入眠潜時が30分を上回る場合、寝つきが悪いと判断されるケースが多い。
- 入眠潜時が10分を下回る場合、寝つきが良いと判断されるケースが多い。
- 入眠潜時と主観的な寝つきの良し悪しは相関性が高い。但し、神経質な人には、入眠潜時が短いにもかかわらず寝つきが悪いと感じている場合もあり、必ずしも一致するわけではない。
- ナルコレプシーでは、ICSD-2による診断基準上は入眠潜時の平均が8分未満[1]、実際は5分を下回ることが多く、2〜3分という例もしばしば見られる。
- 特発性過眠症では、ICSD-2による診断基準上は入眠潜時の平均が8分未満、平均値は6.2分±3.0分というデータがある。[2]
- 睡眠障害を患っていない一般集団においても、平均入眠潜時が8分を下回るケースは30%以上あるとのデータがある。[1]